# تانژونگ
خبرگزاری تانژونگ (سیریلیک صربی: Танјуг) شرکت رسانه‌ای صربستانی است، که در سال ۱۹۴۳ در دوران تیتو در یوگوسلاوی تأسیس شد.
این خبرگزاری به زبان های صربستانی و انگلیسی فعالیت می کند و سالانه حدود یک میلیون محصول خبری اعم از متن، عکس،ویدئو منتشر می کند. 
در حال حاضر تیمی خبری بالغ بر بیش از یک صد تن در این خبرگزاری مشغول فعالیت هستند. 
دفتر مرکزی تانژونگ در بلگراد است و عضو اتحادیه خبرگزاری های اروپایی است.